# Joseph Dane
Joseph Dane (* 25. Oktober 1778 in Beverly, Essex County, Massachusetts; † 1. Mai 1858 in Kennebunk, Maine) war ein US-amerikanischer Politiker. Zwischen 1820 und 1823 vertrat er den Bundesstaat Maine im US-Repräsentantenhaus.

## Werdegang
Joseph Dane besuchte zunächst die öffentlichen Schulen seiner Heimat. Danach studierte er an der Phillips Academy in Andover in Massachusetts. Anschließend absolvierte er bis 1799 die Harvard University. Nach einem Jurastudium und seiner im Jahr 1802 erfolgten Zulassung als Rechtsanwalt begann er in Kennebunk in seinem neuen Beruf zu praktizieren. Diese Stadt gehörte bis 1820 zu Massachusetts und ist seither Teil des damals neu entstandenen Staates Maine.
Dane war Mitglied der von Alexander Hamilton gegründeten Föderalistischen Partei. In den Jahren 1816 und 1819 war er Delegierter auf Versammlungen zur Ṻberarbeitung der Staatsverfassung von Massachusetts. Nach dem Rücktritt des Kongressabgeordneten John Holmes, der den Staat Massachusetts im Kongress vertreten hatte, wurde Dane als dessen Nachfolger in das US-Repräsentantenhaus in Washington, D.C. gewählt. Da gleichzeitig im Zusammenhang mit dem Missouri-Kompromiss der neue Staat Maine aus dem früheren nördlichen Teil von Massachusetts gegründet wurde und Danes Wahldistrikt dieses Gebiet umfasste, vertrat er nach seiner Wahl als erster Abgeordneter den neuen Staat im Kongress. Zwischen dem 6. November 1820 und dem 3. März 1821 war er der erste und einzige Abgeordnete aus Maine. Danach wurde der neue Staat in Wahlbezirke aufgeteilt. Bei den regulären Kongresswahlen des Jahres 1820 wurde Dane im ersten Distrikt erneut in das US-Repräsentantenhaus gewählt. Dort absolvierte er bis zum 3. März 1823 eine volle Legislaturperiode. Im Jahr 1822 verzichtete er auf eine erneute Kandidatur.
Zwischen 1824 und 1840 war er mehrfach Abgeordneter im Repräsentantenhaus von Maine. 1829 gehörte er dem Staatssenat an. Im Jahr 1841 übte er das Amt des Executive Councilor von Maine aus. Joseph Dane starb am 1. Mai 1858 in Kennebunk.